# Phyllis Dalton
Phyllis Margaret Dalton (Chiswick, 16 de octubre de 1925 - 9 de enero de 2025) fue una diseñadora de vestuario de cine británica. A lo largo de su carrera, recibió varios galardones, incluidos dos premios Óscar, un premio BAFTA, un premio Saturn y un premio Emmy.
Dalton es conocida por sus colaboraciones con los directores David Lean, Carol Reed, Rob Reiner y Kenneth Branagh. Recibió tres nominaciones al Premio Óscar al Mejor Diseño de Vestuario, y ganó dos veces por Doctor Zhivago (1965) y Enrique V (1989). También fue nominada cuatro veces al premio BAFTA al mejor diseño de vestuario, ganando por El equívoco (1973).

## Trayectoria
Dalton nació en Chiswick, Middlesex, Inglaterra, el 16 de octubre de 1925. Estudió en la Escuela de Arte de Ealing. Tras el estallido de la Segunda Guerra Mundial, se formó como Wren en el centro de descifrado de códigos Bletchley Park, algo que, según dijo, le parecía "increíblemente aburrido".

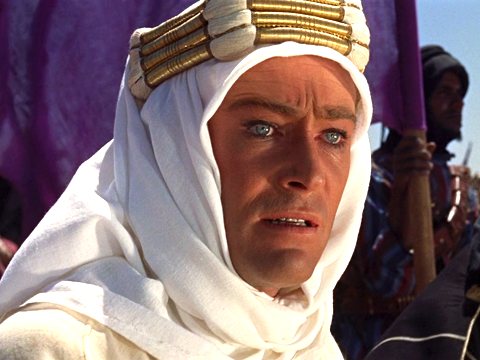
Peter O'Toole con uno de los trajes más famosos creados por Dalton para Lawrence: la túnica blanca del jeque y la kufiya que le regaló el Sherif Ali. Lawrence de Arabia (1962)

En 1946, tras ser "desmovilizada", su abuela la inscribió en un concurso en la revista Vogue, donde ganó la oportunidad de trabajar como asistente en el departamento de vestuario de Gainsborough Pictures en Islington. En 1947 inició su carrera en la industria cinematográfica y participó en más de treinta películas. Al año siguiente, participó en su primer trabajo destacado fue en Oliver Twist, dirigida por David Lean. Trabajó en películas como Un cuento de Navidad, de Brian Desmond Hurst; El hombre que sabía demasiado, de Alfred Hitchcock, y Anastasia, de Anatole Litvak.

Dalton ganó notoriedad como vestuarista en la última parte de la década de 1950, haciéndose un nombre en películas como La isla en el sol (1957), dirigida por Robert Rossen, protagonizada por James Mason y Joan Fontaine; y Nuestro hombre en La Habana (1959), dirigida por Carol Reed, protagonizada por Alec Guinness y Noël Coward.

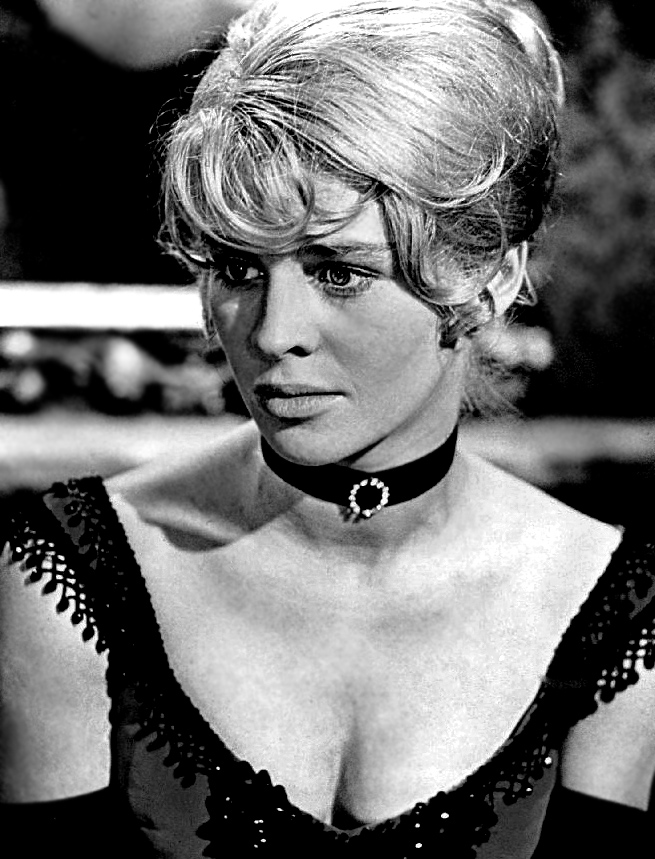
Julie Christie en uno de los diseños premiados de Dalton para Doctor Zhivago (1965)

Además, trabajó con David Lean en 1962 en Lawrence de Arabia, protagonizada por Peter O'Toole y Omar Sharif, y tres años después en Doctor Zhivago protagonizada por Sharif y Julie Christie, por la que ganó su primer Premio de la Academia.Para esta película, Dalton y su equipo confeccionaron 3.000 vestuarios individuales y reunieron 35.000 prendas individuales para los extras. Los personajes de Zhivago (Sharif) y Lara (Christie) tenían cada uno aproximadamente 90 combinaciones de vestuario, y los otros seis personajes principales tenían un promedio de quince cambios de vestuario cada uno. Como esto fue antes del CGI, cuando terminó la fotografía principal se estimó que el departamento de vestuario había usado un total de 984 yardas de tela, 300.000 yardas de hilo, 1 millón de botones y 7.000 imperdibles.

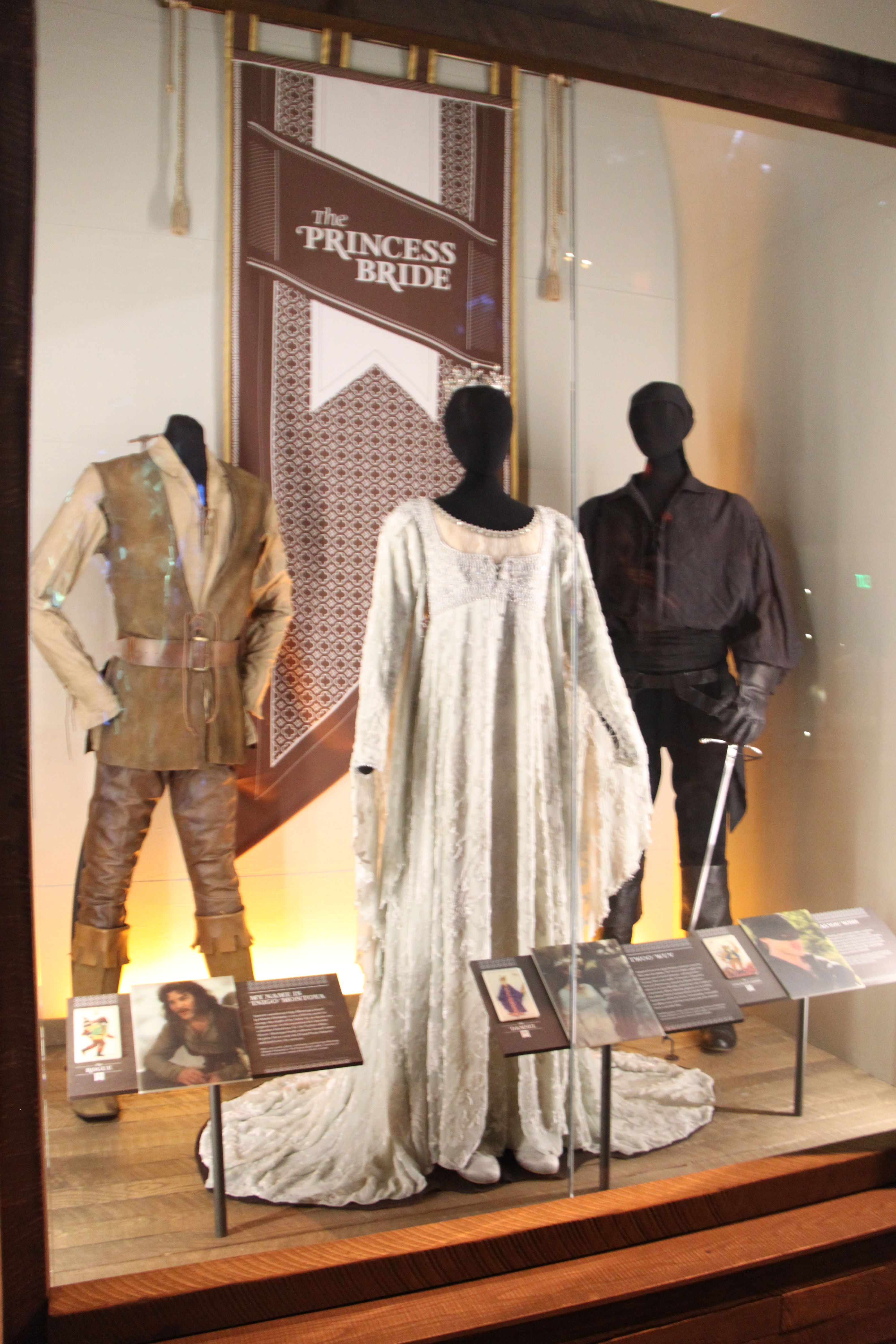
Los trajes de Dalton para Montoya, Buttercup y Westley en La princesa prometida (1987) en exhibición en el Museo EMP, Seattle

En total, Dalton diseñó vestuario para más de cuarenta películas. Otras películas notables incluyen Lord Jim (1965), nuevamente con O'Toole y dirigida por Richard Brooks, Oliver! (1968) con Ron Moody y Oliver Reed dirigida por Carol Reed; y La princesa prometida (1987) dirigida por Rob Reiner con Cary Elwes y Robin Wright.
Su trabajo también incluyó Rob Roy: The Highland Rogue (1953), John Paul Jones (1959), The World of Suzie Wong (1960), The Message y Voyage of the Damned (ambas de 1976), The Mirror Crack'd y The Awakening (ambas de 1980), A Private Function (1984), y su último trabajo acreditado, Much Ado About Nothing (1993).
Dalton vivió en Somerset y murió en su casa el 9 de enero de 2025, a la edad de 99 años.

## Reconocimientos
En 1965 el Óscar al Mejor Diseño de Vestuario por Doctor Zhivago. En 1968 fue nominada al Oscar y al Premio BAFTA por Oliver!. En 1973 ganó un premio BAFTA por The Hireling.
En 1982 ganó un Premio por Emmy por La Pimpinela Escarlata. En 1989 fue reconocida con el Óscar al Mejor Diseño de Vestuario por Enrique V.
En 2002, Dalton fue nombrada miembro de la Orden del Imperio Británico en la celebración de Honores de Cumpleaños de la Reina en 2002 por sus servicios a la industria cinematográfica. En 2012 se celebró un homenaje especial de los BAFTA para celebrar la contribución de Dalton al cine británico.